# 수트롱맨 : 생명수 쟁탈전
《수트롱맨 : 생명수 쟁탈전》은 tvN D에서 제작한 대한민국의 웹예능이다. 
소중한 생명수를 얻기 위해 대한민국 건강 대표(?) 김동현, KCM, 강재준, 꽈뚜룹 이 모였다. 
아름다운 제주도에서 펼쳐지는 갈증 생존 버라이어티!

## 출연진
- 김동현, KCM, 강재준, 꽈뚜룹

## 회차 정보
- 예고편 : PD가 물을 안 줘서 킹받은 피해자들 (김동현, KCM, 강재준, 꽈뚜룹) 💧[수트롱맨 티저

- 1화 : 중도 포기자 속출.. 120kg 들고 산 정상까지 등반하다.. [수트롱맨 : 생명수 쟁탈전 EP.1

- 2화 : 역기입니다.. 근데 이제 삼다수를 곁들인.. (김동현, 꽈뚜룹, KCM, 강재준) [수트롱맨 : 생명수 쟁탈전 EP.2